# Analyse des hypothèses concurrentes
Pour les articles homonymes, voir ACH.

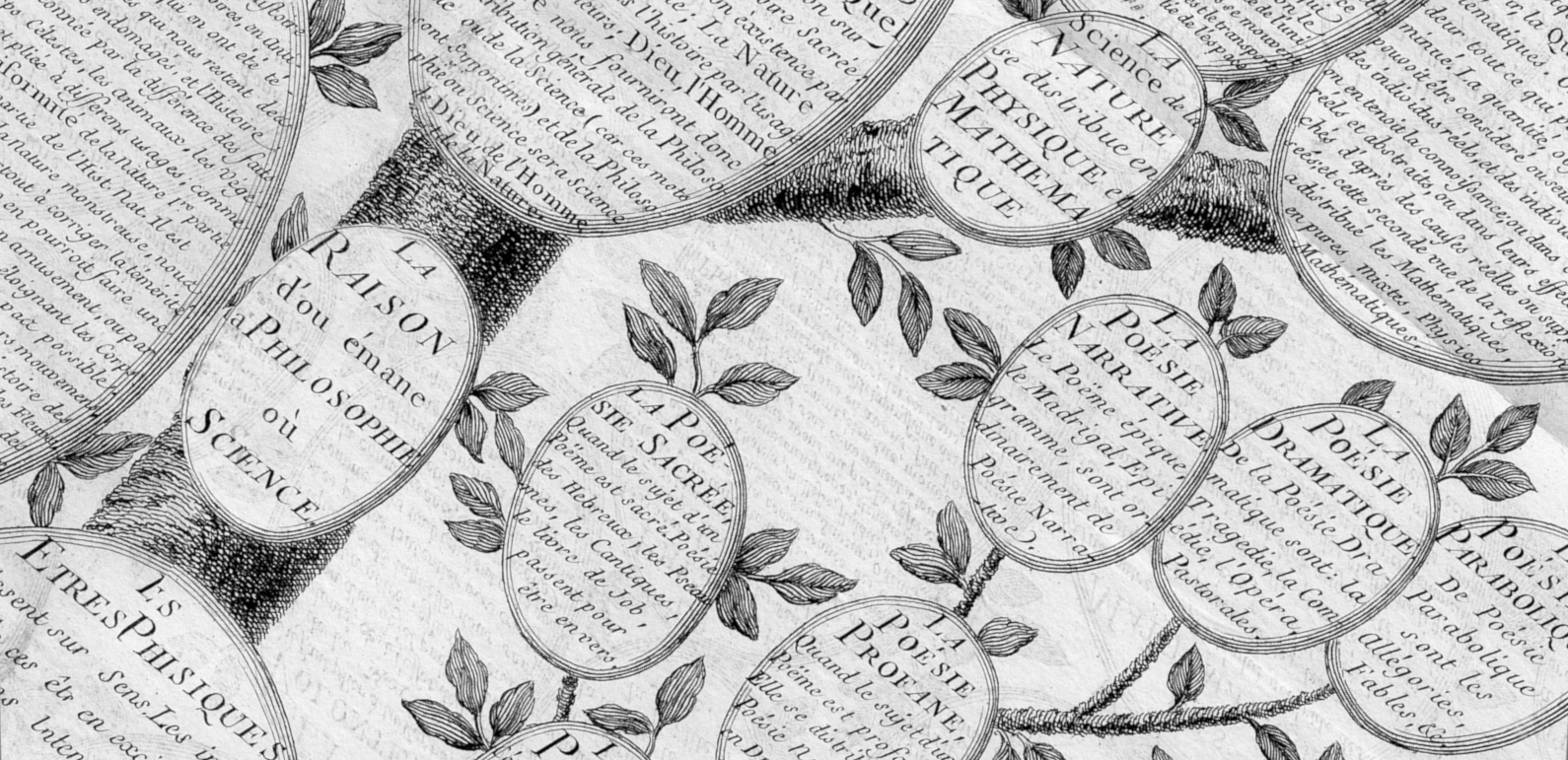
Détail d'un arbre de la connaissance d'après l'Encyclopédie de Diderot & d'Alembert

L‘analyse d'hypothèses concurrentes (anglais : Analysis of Competing Hypotheses) ou ACH est une méthode d'évaluation d'hypothèses (réciproquement exclusives) d'après des informations. Ce type d'analyse structurée vise à réduire les biais cognitifs de l'analyse intuitive, notamment le biais de confirmation d'hypothèse. 
La méthode ACH a été développée dans les années 1970 par Richards Heuer, analyste de la CIA, à travers un ensemble d'étapes. ACH est depuis utilisée dans de nombreux domaines d'analyse (finance, recherche universitaire, analyse décisionnelle...).

## Sources
- Richards Heuer, Psychology of Intelligence Analysis, Center for the Study of Intelligence, 1999, chapitre 8. consulter en ligne
- US Government, A Tradecraft Primer: Structured Analytic Techniques for Improving Intelligence Analysis, mars 2009